# Bouda (dělostřelecká tvrz)
Dělostřelecká tvrz Bouda je jednou z pěti stavebně dokončených tvrzí v České republice budovaných v rámci československého opevnění proti Německu. Nachází se v nejjižnější části Orlických hor v Bukovohorské hornatině v masívu stejnojmenné hory asi 6 km západně od města Králíky a asi 7 km severně od města Jablonné nad Orlicí. Je přístupná veřejnosti jako muzeum.

## Projekce a výstavba
První obhlídka prostoru budoucí tvrze Bouda se uskutečnila v září 1934. Podrobný průzkum terénu poté probíhal až do listopadu 1935. V zimě mezi lety 1935 a 1936 byl kpt. žen. Ing. Vladimírem Resnerem za velkého přispění ppor. žen. Ing. Karla Hrubce vypracován projekt tvrze. Na jaře 1936 byly vyzvány vybrané stavební firmy k účasti na konkurzu na samotnou výstavbu tvrze. Vybrána byla firma Ing. Zdenko Kruliš, Praha II. Stavba tvrze byla zadána 28. 8. 1936, staveniště převzato 15. 9. a práce započaly 1. 10. Doba výstavby stanovena na 20 měsíců, tj. do 31. 5. 1938. Dodatečně 14. 7. 1937 byla firmě zadána i výstavba dělostřelecké otočné věže K-S 22 a 27. 4. 1938 pak výstavba trojice kabelových komor. Stavební lhůta byla prodloužena do konce června 1938, což se ovšem týkalo pouze prací na kabeláži. Plánovaná částka za kompletní výstavbu tvrze včetně materiálu dodávaného vojenskou správou mimo režii firmy činila 28 553 000 Kč. Firmě samotné byla vyplacena částka 21 781 661,48 Kč.
Z hlediska vojenského dozoru byla stavba vedena jako samostatný stavební podúsek 4./III. Velitelem byl mjr. stav. Ing. Karel Burian a jeho zástupcem projektant tvrze kpt. žen. Ing. Vladimír Resner. Stavbyvedoucím se stal por. děl. Ing. Antonín Budínský.

### Smrtelné úrazy
V rámci výstavby tvrze došlo k pěti smrtelným úrazům, kvůli čemuž drží Bouda společně s tvrzí Smolkov smutný primát. Příčina jednoho není dosud známa, příčinou druhého bylo porušení zákazu jízdy osob nákladním výtahem a trojice horníků zahynula, když patrona dynamitu nevybouchla celá a následně došlo k výbuchu z důvodu naražení sbíječky do kusu nevybuchlé patrony. Obětem posledně jmenovaného neštěstí je věnována pamětní tabulka v podzemí pod místem tragédie.

## Objekty tvrze

### Vchodový objekt K-S 22aKrok

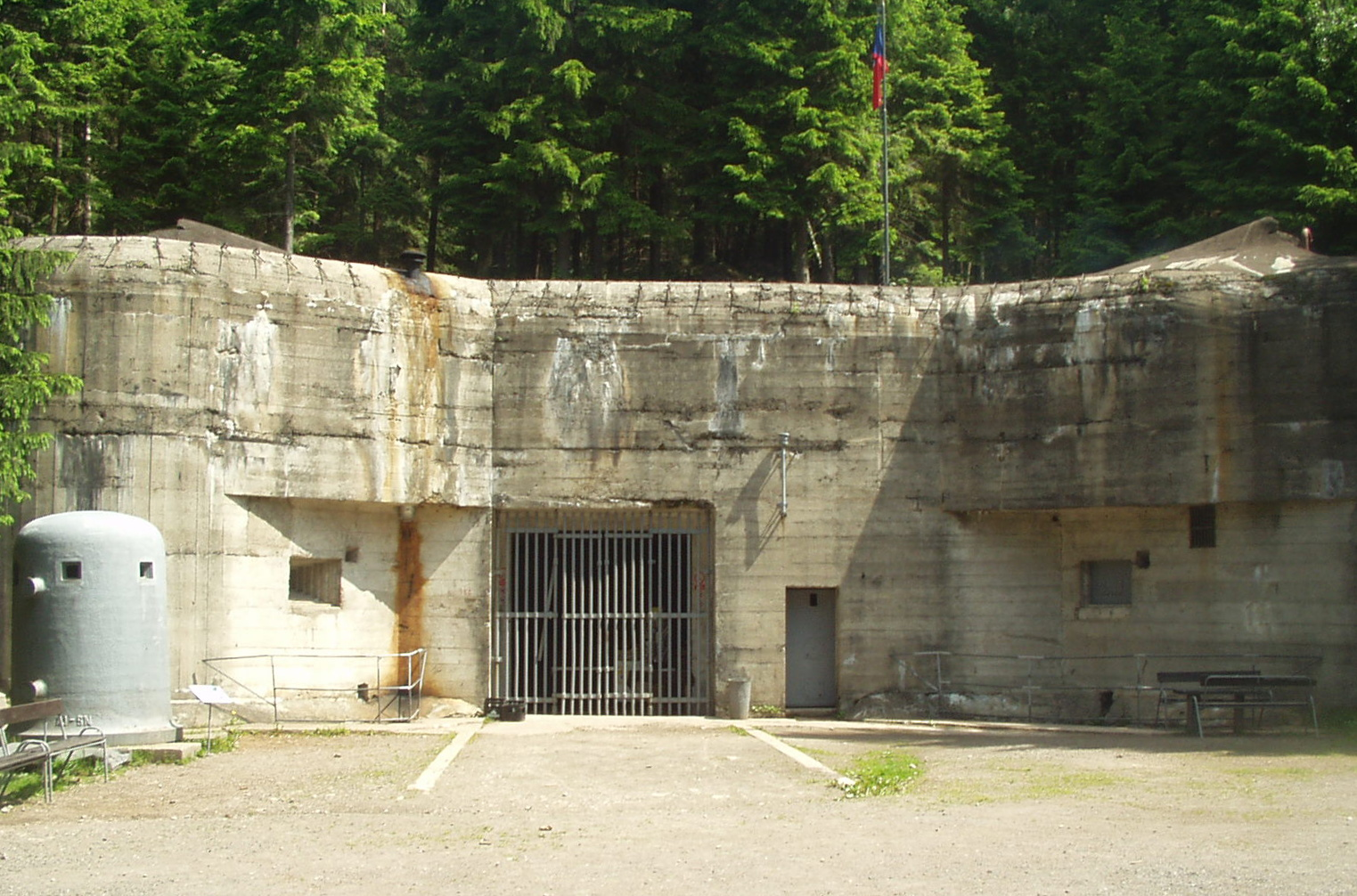
Vchodový objekt K-S 22a Krok před rekonstrukcí (stav kolem roku 2006)

Vchodový objekt československé dělostřelecké tvrze byl vždy zásadně budován na skrytém místě na odvráceném svahu v dostatečné vzdálenosti od hlavního obranného postavení. Nebylo předpokládáno jeho přímé zapojení do bojů, naopak i během nich mělo probíhat nerušené zásobování tvrze. V objektu se nachází vjezd pro nákladní automobily, vchod pro pěší, překladiště na pevnostní dráhu o rozchodu 600 mm, nasávání vzduchu pro centrální filtrovnu, dopravní kancelář a místnosti obvyklého zázemí. Byl vyzbrojen jedním těžkým kulometem vz. 37 v pravé vnější střílně a lehkým kulometem vz. 26 v levé vnější střílně, ve střílně v prvních pancéřových vratech, v prvním zalomení vjezdu a ve dvou pancéřových zvonech na střeše objektu.
Objekt byl vybetonován 2. - 14. 10. 1937 ve IV. třídě odolnosti. Kubatura betonu je 4860 m³. Během okupace došlo k vytržení pancéřových zvonů, což objekt značně devastovalo. Na přelomu čtyřicátých a padesátých let došlo k odstřelení jeho čelní masky a jejímu následnému dobetonování podle původních plánů firmou Baraba Litice přičemž nedošlo k jeho omítnutí a instalování některých prvků. V roce 2021 byl objekt uveden do stavu z roku 1938 včetně osazení maket pancéřových zvonů. V současné době se zde nachází vstup do muzea.

### Dělostřelecká otočná věž K-S 22Horymír

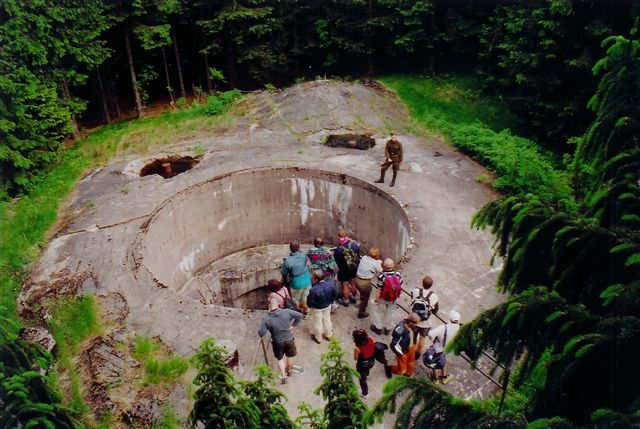
K-S 22

Objekt věže byl vybudován pro hlavní zbraň tvrze, dvojice 10 cm houfnic vz. 38 umístěné v dělostřelecké otočné a výsuvné věži. Jeho betonáž proběhla 22. 11. - 7. 12. 1937 ve IV. třídě odolnosti a kubatura betonu je 2 680 m³. Na podzemní systém tvrze je napojen svislou schodišťovou a výtahovou šachtou. Kromě otočné věže byl vyzbrojen ještě lehkým kulometem vz. 26 v pancéřovém zvonu. Soustrojí věže nebylo nikdy osazeno. Unikátním dnes tento objekt činí fakt, že jako u jediného u něj nikdy nedošlo k zabetonování šachty. Pancéřový zvon byl vytržen během okupace. Interiér objektu je přístupný v rámci běžných prohlídek muzea.

### Pěchotní srub K-S 21Kazi
Pěchotní srub leží na linii hlavního obranného postavení, nejpozději zde měl být zastaven postup útočníka. Hlavní výzbrojí objektu byly trojice dvojčat těžkých kulometů vz. 37 (dvě ve střílnách směřujících na sousední pěchotní srub K-S 20 Na Pupku a jedno v pancéřové kopuli směřující na objekt K-S 23 Teta. Lehké kulomety vz. 26 se nacházely v jedné pomocné střílně a v pancéřovém zvonu.) Objekt byl vybetonován 19. - 25. 8. 1937 ve IV. třídě odolnosti a jeho kubatura je 1 736 m³. Na podzemní systém tvrze je napojen svislou schodišťovou a výtahovou šachtou. Zvon i kopule byly vytrženy v období okupace. Interiér objektu je přístupný v rámci nepravidelně provozovaných delších typů prohlídek muzea.

### Pěchotní srub K-S 23Teta
Pěchotní srub leží na linii hlavního obranného postavení, nejpozději zde měl být zastaven postup útočníka. Hlavní výzbrojí objektu bylo jedno dvojče těžkých kulometů vz. 37 v pancéřové kopuli směřující na sousední objekt K-S 24 Libuše. Další lehký kulomet vz. 26 byl osazen v pancéřovém zvonu. V dalším pancéřovém zvonu měla být umístěna speciální pozorovací optika a objekt díky tomu měl sloužit jako pozorovatelna pro tvrz i okolní objekty opevnění a polní jednotky. Pozorovací zvon byl sice osazen, ale svůj účel nesplňoval, proto byl opět vytažen a odlit nový. Díky mnichovské dohodě a odstoupení pohraničí Německu ale již nebyl osazen, díky čemuž se na Boudě dochovala jediná původní neporušená zvonová šachta. Srub K-S 23 byl vybetonován 26. 7. - 2. 8. 1937 ve IV. třídě odolnosti s kubaturou betonu 2 098 m³. Je unikátní tím, že na něm nebyly umístěny žádné klasické střílny. Kromě něj byla tato praxe na objektu československého těžkého opevnění uskutečněna již jen na dělostřelecké pozorovatelně MO-S 42 Nad hájem tvrze Smolkov. Na podzemní systém tvrze je napojen svislou schodišťovou a výtahovou šachtou. Během okupace byl vytržen pancéřový zvon i kopule. Interiér objektu není veřejnosti přístupný.

### Pěchotní srub K-S 24Libuše
Pěchotní srub leží na linii hlavního obranného postavení, nejpozději zde měl být zastaven postup útočníka. Hlavní výzbrojí objektu byla trojice dvojčat těžkých kulometů vz. 37. Dvě ve střílnách směřovaly na sousední pěchotní srub K-S 25 V sedle a jedno v pancéřové kopuli na sousední K-S 23 Teta. Ve dvou pancéřových zvonech a ve dvou pomocných střílnách byly umístěny další čtyři lehké kulomety vz. 26. Netypické je použití standardního vchodu pro pěší na úrovni bojového patra, jako je tomu u izolovaných, tj. netvrzových objektů. Důvodem je určitá odlehlost objektu a uvažované uplatnění při výpadu pěchoty na povrch tvrze. Objekt byl vybetonován 8. - 19. 7. 1937 ve IV. třídě odolnosti o kubatuře betonu 2 192 m³. Během okupace došlo k vytržení pancéřových zvonů a kopule. U stěny objektu byla odpálena silná nálož, která způsobila prohnutí přilehlé stěny a jeho posunutí po základové desce asi o půl metru. Ve schodišťové a výtahové šachtě, pomocí které byl srub napojen na podzemní systém tvrze, je místo posunu zřetelné. Interiér objektu je přístupný v rámci nepravidelně provozovaných delších typů prohlídek muzea.

### Ostatní objekty na povrchu tvrze
V rámci výstavby tvrze byla na jejím povrchu vybudována trojice kabelových komor. Jedná se o zapuštěné malé objekty uzavřené poklopem a sloužící jako stykové místo pro telefonní kabely. Dvě jsou napojené litinovou trubkou na místnosti stejného určení v podzemí tvrze, třetí měla sloužit ke spojení linek z obou předchozích. Kabelová komora pro telefonní kabel vedoucí z vchodového srubu se nachází pod ním na dně údolí Těchonínského potoka.
Mezi 22. 7. 1936 a 16. 6. 1937 byla firmou Litická akciová společnost ke vchodovému srubu z Těchonína vybudována pevnostní silnice. Sloužit měla k zásobování dokončené pevnosti. Za účelem zásobování výstavby si stavitel Kruliš prodloužil lesní cestu z Lichkova. Pro rozvoz vytěžené hlušiny byla na povrchu tvrze zřízena 1,1 km dlouhá úzkorozchodná trať. Na další pozůstatky objektů zařízení staveniště lze narazit dodnes.
Přes areál povrchu tvrze byly budovány dva sledy objektů lehkého opevnění vz. 37. Jejich výstavba byla v době odstoupení pohraničí pouze v počáteční fázi a tak žádný z nich nebyl dokončen. Lze zde nalézt jen několik pozůstatků stavenišť. Z organizačního hlediska se jednalo o jinou s tvrzí nesouvisející stavbu.

## Podzemí tvrze
Souhrnná délka chodeb a sálů se blíží dvěma kilometrům.

### Svážnice
Vchodový srub K-S 22a byl na podzemní systém napojen za pomoci kolejové svážnice. Stavebně je svážnice součástí vchodového srubu. Jedná se o 18 metrů dlouhou chodbu klesající ve sklonu 25 procent. Na hranách 26 schodových stupňů byla instalována dvojice kolejí o rozchodu 600 mm, po kterých jezdila dvojice speciálních vozíků sloužících k vodorovné přepravě klasických železničních vozíků po schodišti. Oba byly napojeny lany na výtahový stroj v horní stanici svážnice a jezdily kyvným způsobem - jeden nahoru a jeden dolů přičemž se navzájem vyvažovaly. Jeden z původních svážnicových vozíků je k vidění v expozici muzea.

### Hlavní galerie

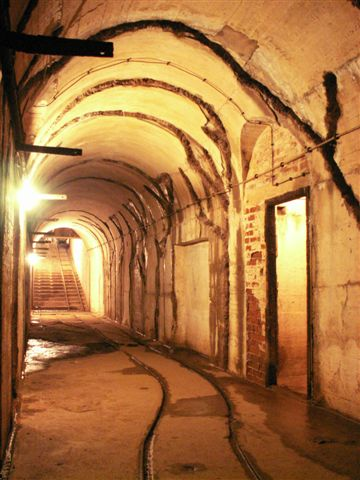
V popředí vchod do minové komory, v pozadí svážnice

Po celé délce 780 metrů dlouhé hlavní galerie je instalována pevnostní dráha o rozchodu 600 mm. Na galerii se ve směru od vchodového srubu nacházejí:
- Svážnice, která spojuje samotný vchodový objekt a podzemí tvrze
- Odvodňovací štola, do které je samospádem svedena kanalizace z přilehlé výškové úrovně podzemí
- Dvojice minových komor sloužící k zavalení přilehlé části chodby v případě obsazení vchodového objektu nepřítelem
- Pozůstatek posuvného železobetonového uzávěru z období okupace
- Vstup do tvrzové filtrovny
- Pozůstatek druhého posuvného železobetonového uzávěru z období okupace
- Skladiště paliv a maziv s přilehlým elektrárenským sálem
- Areál muničního skladiště M1 se skladovacími prostorami, laboračními místnostmi a místností vodního hospodářství
- Dvojice směrových štol nedokončených skladovacích sálů z přelomu čtyřicátých a padesátých let
- Dvojice kabelových komor
- Překladiště pěchotní munice a odbočka k pěchotnímu srubu K-S 24 Libuše
- Kasárenský areál s kuchyní, ošetřovnou (vlastní vstup z chodby ke K-S 24), sociálními zařízeními a velitelstvím
- Železniční výhybna a opravna vozíků
- Odbočka k dělové věži K-S 22 Horymír
- Překladiště pěchotní munice a vyrovnávací šachta

### Odbočka pod dělovou věž
Jedná se o jedinou odbočku vybavenou pevnostní železnicí. Na konci se nachází trojice sálů, z nichž jeden sloužil jako velitelství věže a dva jako skladiště munice M2. Z obou skladovacích sálů vedou krátké chodby ke schodišťové a výtahové šachtě do objektu na zemském povrchu. Jsou zde i místnosti pro strojovnu výtahu, kompresor a transformátor.

### Vyrovnávací šachta a prostor pod ní
Pěchotní sruby K-S 21 Kazi a K-S 23 Teta nemohly být díky svému umístění v terénu napojeny chodbou z úrovně hlavní galerie. Ta by se v případě takového řešení ocitla nebezpečně blízko zemskému povrchu. Proto byla na jejím konci vyhloubena 12 metrů hluboká svislá schodišťová a výtahová šachta. Pod ní pokračuje chodba již bez železnice stejným směrem a pak se větví k oběma objektům. Tato výšková úroveň podzemí má vlastní odvodňovací štolu. V prostoru horního konce vyrovnávací šachty je umístěn nouzový východ pro posádku.

## Expozice muzea
Díky minimálním pozdějším stavebním zásahům se tvrz Bouda dochovala téměř v autentickém stavu. Díky tomu je zařazena na seznam kulturních památek České republiky. V expozici muzea se mimo jiné nacházejí:
- Pancéřový zvon AJ-N před vchodovým srubem
- Původní svážnicový vozík
- Pevnostní kanón vz. 44/59
- relikty z období výstavby opevnění a z vybavení objektů
- expozice protitankových a protipěchotních překážek
- relikty z období odolnostních zkoušek německou armádou

V jednom z kasárenských sálů se nachází pietní místo věnované příslušníkům ozbrojených složek Československa padlým za vlast v závěru 30. let.

## Evropsky významná lokalita
Dělostřelecká tvrz Bouda je chráněným zimovištěm netopýrů. Z důvodu výskytu vzácného netopýra černého a netopýra velkého byla zařazena mezi evropsky významné lokality v rámci systému Natura 2000 pod názvem Bouda u Těchonína.

## Přístupové trasy

### Pro automobilisty
Tvrz Bouda není napojena na veřejnou silniční síť. Nejbližší místo vhodné k zaparkování je u rozhledny na Suchém vrchu nebo na konci obce Těchonín. Z obou míst je to ke vstupu do tvrze asi 3,5 km.

### Vlakem
V přibližně stejné vzdálenosti nepřesahující 7 km se nacházejí železniční stanice Těchonín, Mladkov a Lichkov na trati Ústí nad Orlicí – Międzylesie.

### Pro pěší
- Ze Suchého vrchu červeně značenou Jiráskovou cestou asi 3,5 km
- Ze Suchého vrchu z větší části souběžnou červeně značenou cyklotrasou č. 4071, která je oproti pěší trase vhodnější pro fyzicky méně zdatné osoby, invalidy a kočárky.
- Z Mladkova červeně značenou Jiráskovou cestou asi 6,5.
- Z Mladkova po červeně značené cyklotrase č. 4071, která je o cca 1 km delší než pěší trasa, ale vhodnější např. pro kočárky.
- Z Těchonína po bývalé pevnostní silnici po zelené turistické trase 4298 6,5 km od nádraží a 3,5 km od místa vhodného k zaparkování vozidla
- Z Lichkova od nádraží asi 6,5 km po zeleně značené turistické trase 4298. Trasa obchází po povrchu všechny bojové objekty tvrze.
- Z Boříkovic po červené značce.

K pěšímu přístupu k tvrzi je možné využít i okružní naučnou stezku Betonová hranice věnovanou historii československého opevnění. Výchozí bod je v Mladkově. Jižní varianta sleduje červeně značenou Jiráskovu cestu, severní pak nejprve žlutě značenou trasu 7321 s přechodem na zeleně značenou trasu 4298 přicházející od Lichkova.
Přístupové trasy se nacházejí na území přírodního parku Suchý vrch - Buková hora.

### Pro cyklisty
- Z Mladkova a Suchého vrchu po červeně značené cyklotrase č. 4071.
- Z Lichkova zpočátku po bíle značené cyklotrase č. 4077 a z ní odbočit doprava na červeně značenou  turistickou trasu z Boříkovic a z ní následně doleva na zeleně značenou  turistickou trasu směr Těchonín.
- Z Těchonína po zeleně značené turistické trase.

### Pro lyžaře
Areálem tvrze prochází zeleně značená běžkařská trasa Čenkovice - Mladkov. Žlutě značená variantní trasa končí přímo před vstupem a ze zelené je na ní třeba odbočit.